# Campo Alegre de Goiás
Campo Alegre de Goiás is een gemeente in de Braziliaanse deelstaat Goiás. De gemeente telt 6.286 inwoners (schatting 2009).

## Aangrenzende gemeenten
De gemeente grenst aan Catalão, Cristalina, Ipameri en Paracatu (MG).

## Verkeer en vervoer
De plaats ligt aan de wegen BR-050, BR-490 en GO-213.